# AAUTAD/Realfut
L'Associação Académica da Universidade de Trás-os-Montes e Alto Douro/Realfut è una società portoghese di calcio a 5 con sede a Vila Real.

## Storia
La società nasce nel 2005 dalla fusione tra le due principali realtà calcettistiche cittadine ovvero la squadra dell'Universidade de Trás-os-Montes e Alto Douro, fondata nel 1987, e il Realfut nato nel 2002. La società gioca le sue partite interne nella "Nave dos Desportos" dell'ateneo. e nella stagione 2009-10 ha disputato la 1ª Divisão.

## Rosa 2009-2010
| N. |                       | Ruolo | Calciatore     |
| -- | --------------------- | ----- | -------------- |
|    | Portogallo (bandiera) | POR   | Pedro Carvalho |
|    | Portogallo (bandiera) | POR   | Cláudio        |
|    | Brasile (bandiera)    | POR   | Babalu         |
|    | Portogallo (bandiera) | DIF   | Paulo Duarte   |
|    | Portogallo (bandiera) | DIF   | Daniel         |
|    | Portogallo (bandiera) | LAT   | Tiago Carriço  |
|    | Brasile (bandiera)    | LAT   | Jander         |
|    | Portogallo (bandiera) | LAT   | Couves         |

| N. |                       | Ruolo | Calciatore     |
| -- | --------------------- | ----- | -------------- |
|    | Portogallo (bandiera) | LAT   | Berto          |
|    | Brasile (bandiera)    | LAT   | Erik           |
|    | Brasile (bandiera)    | LAT   | Mateus         |
|    | Portogallo (bandiera) | PIV   | Guilhermão     |
|    | Portogallo (bandiera) | PIV   | Ivo Mota       |
|    | Portogallo (bandiera) | UNI   | Helder Resende |
|    | Brasile (bandiera)    | UNI   | Rafael         |